# 산울초등학교
산울초등학교는 세종특별자치시에 있는 공립 초등학교이다.

## 학교 연혁
- 2025년 3월 1일 : 개교

## 같이 보기
- 산울중학교